# 9-es busz (Kazincbarcika)
A kazincbarcikai 9-es jelzésű autóbuszvonal az Autóbusz-állomás – Újkertváros (Pincesor, Kiserdősor) – Autóbusz-állomás útvonalon húzódó helyi vonal, amelyet a Volánbusz Zrt. üzemeltet.

## Története
Kazincbarcika autóbuszvonalai szempontjából egy nem annyira öreg buszvonal a 9-es, mely a Pincesort és a Kiserdősort 1990-től szolgálja ki az Északmagyarországi Regionális Vízművek telephelyén át, így nyerte el végleges útvonalát, a kezdetek óta azon közlekedik, körjárati funkciója mai napig létezik.
2024. január 1-től önkormányzati döntés alapján jóval kevesebb buszjárat közlekedik a jövőben, amely a 9-es helyijáratot is érintette. A munkanapi 8 járatpárból hatot töröltek, a hétvégén maradt a 2 járatpár. A megszűnt vonalakkal ellentétben ide továbbra sem térnek ki helyközi buszok.

## Útvonala
| Autóbusz-állomás – Pincesor – Autóbusz-állomás |
| --- |
| Autóbusz-állomás ➝ Egressy Béni út ➝ Tardonai út ➝ Kiserdősor utca ➝ Pincesor ➝ Völgy utca ➝ Kiserdősor utca ➝ Tardonai út ➝ Egressy Béni út ➝ Autóbusz-állomás |

## Közlekedése
Indításai a hét minden napján történnek, de mindig más időpontokban. Munkanapokon délelőtt és délután 1-1 járat, hétvégén délelőtt és délben 1-1 járat.

### Törzsjárművei
A városnak nincs fix, csak helyben közlekedő autóbusza, erre a feladatokra helyközi feladatokat teljesítő buszokat állítanak rá. Az előforduló autóbuszok az alábbiak:
- az LVN-611 rendszámú Credo EN 9,5,
- az RTR-837 rendszámú Credo Econell 12 autóbuszok.

| Viszonylat                                     | Indításszám | Közlekedési rend |
| ---------------------------------------------- | ----------- | ---------------- |
| Autóbusz-állomás – Pincesor – Autóbusz-állomás | 2 db        | naponta          |

## Megállóhelyei
| 0 | Autóbusz-állomás végállomás | 0  | 0.0 km | 3 1054 3408, 3756, 3763, 3764, 3765, 3766, 3767, 3770, 3772, 3773, 4040, 4041, 4043, 4046, 4047, 4048, 4050, 4052, 4057, 4059, 4060, 4065, 4066, 4069, 4070, 4075, 4080, 4082, 4083, 4084, 4154 |
| 1 | ÉRV irodaház                | 2  | 0.7 km | 3765, 3767, 4052, 4060, 4069 |
| 2 | Pincesor                    | 3  | 1.3 km | |
| 3 | Völgy út 33.                | 4  | 1.5 km | |
| 4 | Kiserdő utca 97.            | 5  | 1.9 km | |
| 5 | Kiserdő utca 57.            | 6  | 2.3 km | |
| 6 | Kiserdő utca 37.            | 7  | 2.5 km | |
| 7 | ÉRV irodaház                | 9  | 3.2 km | 3765, 3767, 4052, 4060, 4069 |
| 8 | Autóbusz-állomás végállomás | 11 | 3.8 km | 3 1054 3408, 3756, 3763, 3764, 3765, 3766, 3767, 3770, 3772, 3773, 4040, 4041, 4043, 4046, 4047, 4048, 4050, 4052, 4057, 4059, 4060, 4065, 4066, 4069, 4070, 4075, 4080, 4082, 4083, 4084, 4154 |

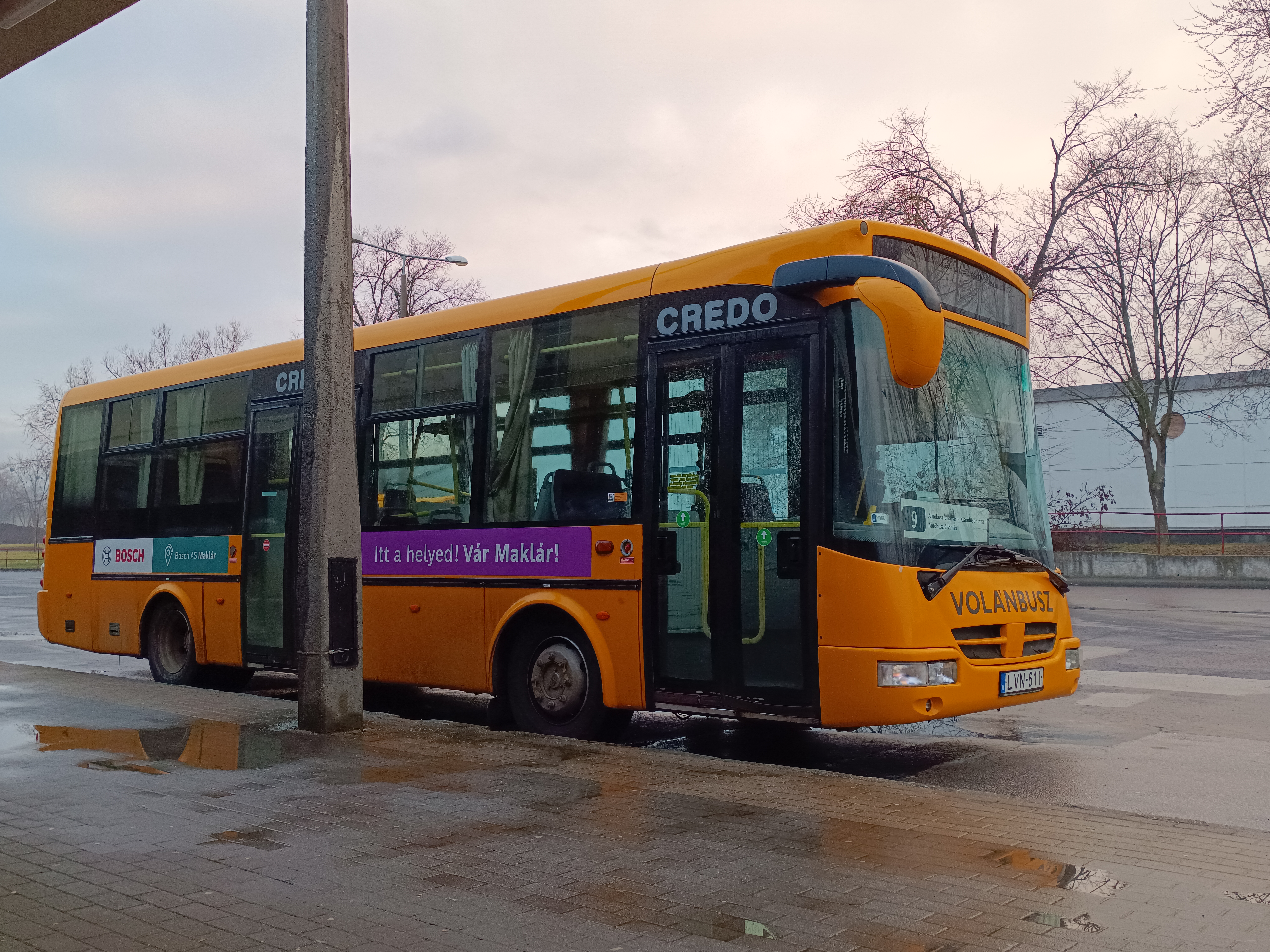
Hétkor induló járatára indul a Credo EN 9,5